# La foresta
La foresta (The Thicket) è un romanzo del 2013 dello scrittore statunitense Joe R. Lansdale ambientato nel far West dei primi anni del novecento.

## Trama
(Joe R. Lansdale, La foresta)
Un'epidemia di vaiolo, dopo aver devastato la cittadina texana di Hinge Gate, uccide entrambi i genitori del sedicenne Jack Parker e di sua sorella quattordicenne Lula. Il loro nonno, il predicatore Caleb Parker, vedovo e senza figli, si reca da loro per affidarli alle cure di una zia in Kansas.
Dopo essersi messi in viaggio, saliti su una zattera per attraversare un fiume, il nonno a seguito di un violento diverbio, viene ucciso da un bandito, Cut Throat Bill. Il fuorilegge viaggia in compagnia di due membri della sua banda, il grasso Fatty Wort e l'imponente nero Nigger Pete, con i quali ha appena rapinato una banca nel vicino paese di Sylvester. Nel frattempo, durante la traversata, si è scatenato un improvviso temporale e una tromba d'aria distrugge la zattera, e scaraventa Jake sulla riva opposta dove perde i sensi.
Quando Jack rinviene si rende conto di essere rimasto solo e che i banditi hanno rapito Lula. Il ragazzo è deciso a ritrovare la sorella, chiedendo aiuto ad un uomo di colore, Eustace Cox, un becchino che vive in compagnia di un maiale selvatico, Hog. A lui offre la terra che aveva ereditato sia dai genitori che dal nonno. Eustace accetterà il pericoloso incarico solo se sarà il suo amico Shorty, un nano, a coprirgli le spalle. I due si recano da Shorty, il quale, dopo aver un po' esitato, decide di partecipare alla missione.
I tre si mettono sulle tracce dei malviventi, accompagnati dal bizzarro Hog, ma Eustace, nonostante si professi esperto cacciatore di tracce, grazie all'addestramento ricevuto dai parenti pellerosse, si trova subito in difficoltà. Il gruppo sceglie di seguire le più facili tracce lasciate da Fatty Worth che dissemina il suo cammino di cadaveri e, una volta catturato, lo torturano facendogli confessare il nascondiglio dei complici e della giovane Lula. Fatty viene quindi lasciato in consegna allo sceriffo Winton, al suo vice Harlis e al nero Spot, umile addetto alla pulizia delle celle.
All'assortito gruppo si uniscono, lungo la strada, anche lo sceriffo Winton, apparentemente per riscuotere le taglie sui banditi, ma in realtà con il più nobile proposito di liberare Lala, e la giovane prostituta Jimmie Sue che si affeziona al coetaneo Jack e fugge con lui dopo averlo iniziato al sesso e all'amore. Jack e i suoi compagni, mentre cercano le tracce dei malviventi e interrogano quanti li hanno sfortunatamente incrociati, dai loro racconti hanno modo di valutarne la pericolosità, l'abiezione e la ferocia immotivata.
Il gruppo si sta addentrando nella foresta dove Cut Throat Bill e la sua banda di assassini efferati e stupratori si nasconde quando viene raggiunto dal nero Spot, che li avvisa che Fatty Worth è fuggito dalla prigione, aiutato dalla cugina, la prostituta Katy, dopo aver ucciso il vice sceriffo Harlis. Spot, allontanatosi rivelare la posizione degli amici. A questo punto non c'è più tempo per strategie e Shorty, Jack, Eustace, Wiston, Jimmie Sue e anche il maiale Hog, si scagliano contro i numerosi banditi con determinazione e potenza di fuoco impressionante.
I banditi vengono uccisi, Lala salvata, seppure shoccata dalle violenze subite, ma Wiston perde la vita durante lo scontro a fuoco. I sopravvissuti riscuoteranno le taglie e andranno ad abitare nei due appezzamenti della famiglia di Jake dove vivranno insieme in pace e tranquillità.

## Personaggi
Jack ParkerIl protagonista del romanzo: è un ragazzo di sedici anni, rimasto orfano a causa di un'epidemia di vaiolo. Di forti principi morali, sarà costretto a modificare i suoi virtuosi comportamenti a causa delle avversità incontrate.
Lula ParkerLa sorella quattordicenne di Jack. Rapita e violentata dai banditi, viene salvata dal fratello e dai suoi compagni. Anni dopo sposerà Shorty, con il quale condivide l'interesse per i misteri della natura.
Caleb ParkerIl nonno di Jake e Lula. Settantenne, vedovo e senza figli, saputo della morte dei genitori dei due ragazzi, decide di accompagnarli da una lontana zia. Apparentemente virtuoso, seppure cronicamente avaro, si scoprirà invece che da tempo era assiduo frequentatore di bordelli e che era stato più volte cliente di Jimmie Sue.
Eustace CoxÈ un uomo di colore, la cui madre apparteneva ad una tribù di nativi americani. Con un passato di cacciatore di taglie, quando incontra Jake si manteneva scavando tombe.
Reginald "Shorty" JonesÈ un nano, unico amico di Eustace, ed è un uomo colto. Ha un passato come clown in un circo e come cacciatore di taglie. Dalla mira infallibile e bravissimo nei combattimenti.
HogIl maiale selvatico di Eustace, da lui salvato da piccolo da un branco di cani famelici con l'intenzione di mangiarselo una volta cresciuto, cosa che poi non è avvenuta. Aggressivo con potenziali nemici, è tuttavia affezionato agli amici del gruppo cui salva la vita in alcune occasioni.
WintonSceriffo di No Enterprise. Già cacciatore di taglie con Shorty e Eustace, dopo essersi sposato e aver messo su famiglia aveva abbandonato quel pericoloso mestiere. Alcuni membri della tribù dei Comanche però ne hanno massacrato la moglie e la figlia di pochi anni. In cerca di riscatto e vendetta, si unisce al gruppo di Jake, rimanendo però ucciso.
Jimmie SueGiovane prostituta dal cuore d'oro, decide di seguire Jack, fuggendo dal bordello in cui si trovava. Alla fine sposerà proprio Jack.
Cut Throat BillL'efferato bandito che uccide il nonno di Jack e Lula, rapendo quest'ultima con l'aiuto della sua banda. Deve il suo nome alla cicatrice sulla gola, risultato del tentativo di sgozzamento da parte della sua stessa madre.
Fatty WorthEfferato componente della banda di Cut Throat Bill. Viene catturato da Shorty e Eustace e portato in prigione, riuscendo però a fuggire grazie all'aiuto di sua cugina Katy.
KatyProstituta nel medesimo bordello di Jimmie Sue e cugina di Fatty, riesce a farlo fuggire rimanendo uccisa in uno scontro a fuoco durante il quale il cugino non esita a usarla come scudo contro i proiettili sparatigli contro.
Nigger PeteEnorme nero, membro della banda di Cut Throat.
SpotUomo di colore, inserviente dello sceriffo Winton, si unisce al gruppo nella speranza di ricevere i cinque dollari promessi per avergli comunicato che Fatty era evaso di prigione. Viene ucciso dai banditi dopo essere stato inutilmente torturato nel tentativo di fargli rivelare la posizione dei compagni.

## Opere derivate
Nel 2020 è stata annunciata la produzione di un film tratto dal romanzo; nel cast gli attori Noomi Rapace, Charlie Plummer e Sophia Lillis,diretti da Peter Dinklage.

## Edizioni
- Joe R. Lansdale, La foresta, traduzione di Luca Briasco, Stile Libero Big, Einaudi, 2013,  p. 352, ISBN 978-88-06-20894-3.
- Joe R. Lansdale, La foresta, traduzione di Luca Briasco, Super ET, Einaudi, 2015,  p. 348, ISBN 9788806224547.